# Groussbus-Wal
Groussbus-Wal is een gemeente in het Luxemburgse Kanton Redange. De gemeente werd gevormd op 1 september 2023 door de fusie van de gemeentes Grosbous en Wahl.

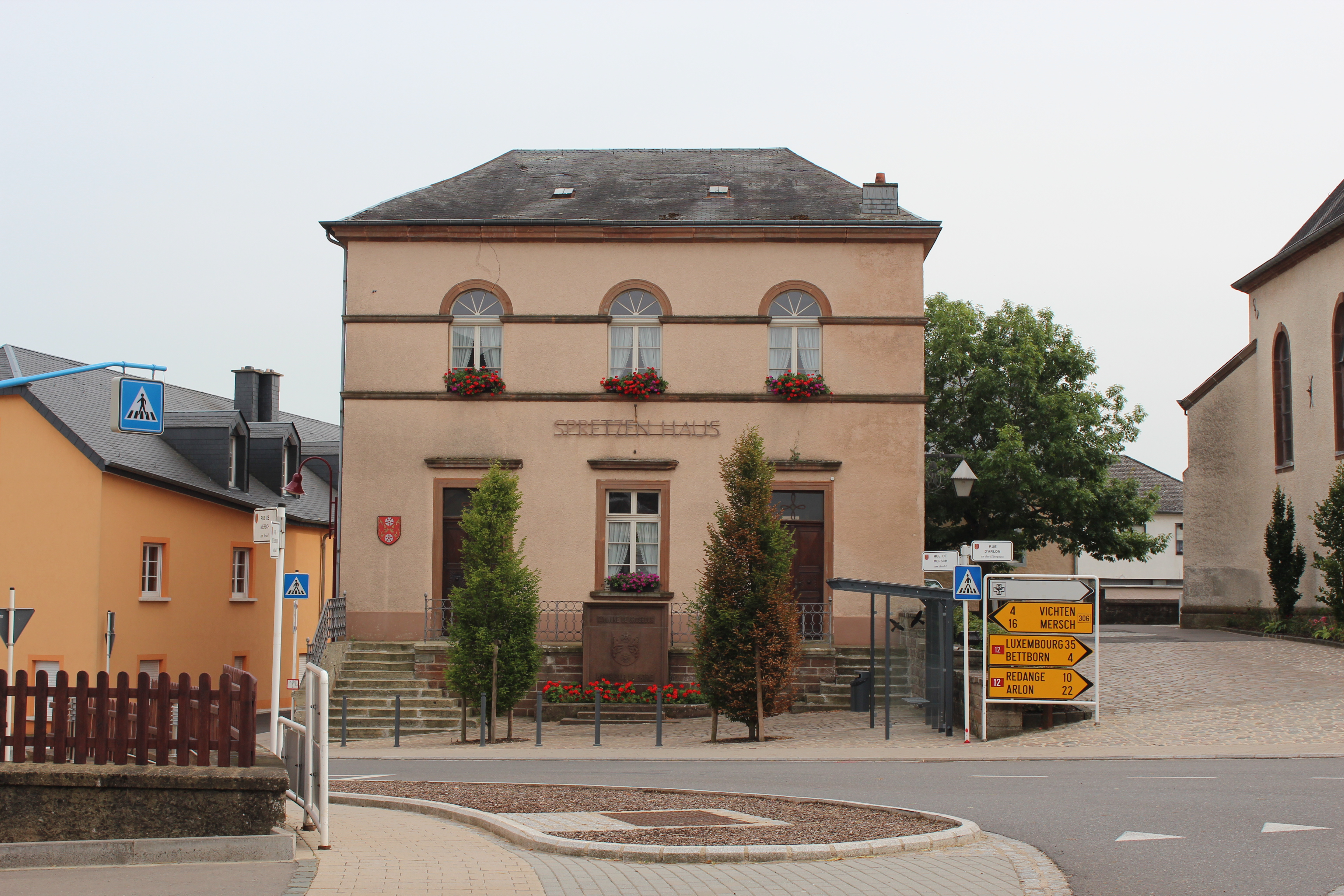
Het gemeentehuis in Grosbous